# Nguyễn Quốc Nguyện
Nguyễn Quốc Nguyện (* 20. Juni 1982 in Pleiku, Vietnam) ist ein vietnamesischer Dreibandspieler.

## Karriere
Geboren in einer armen Region des vietnamesischen Hochlandes (Provinz Gia Lai) fing Nguyen im Alter von acht Jahren, in einem örtlichen Billardclub mit zwei kleinen Tischen, mit dem Billardspiel an. Sport war zu der Zeit noch ein Luxus in dieser Gegend. Er ist das mittlere Kind von Dreien, mit einer Älteren Schwester und einem jüngeren Bruder. Den Eltern gefiel nicht, dass er Billard spielte. Seine Mutter besuchte ihn nie beim Spielen, sein Vater in all den Jahren nur zwei Mal. Im Alter von 18 Jahren zog Nguyen in die Hauptstadt Ho-Chi-Minh-Stadt, um dort an der Polytechnischen Universität Elektronik zu studieren. Weil er lieber Billard spielte als zu studieren brauchte er sechs statt vier Jahre fürs Studium. 2008, nachdem er mit zwei Meistertiteln abgeschlossen hatte, spielte er seine erste nationale Meisterschaft. 2013 eröffnete er in der Nähe des Flughafens seine eigene Billardhalle, den „Karo Club“, mit sechs Tischen. Sein Partner führt den Club, er selbst ist selten dort, trainiert manchmal ein paar Stunden oder spielt mit Kunden. Da er mit dem Klub seinen Lebensunterhalt nicht bestreiten kann verdient er sein Geld hauptsächlich mit Häusern, die er anmietet und als Büros weitervermietet.
2009 gewann er die HCM-City-Meisterschaft, 2010 erfolgte seine Nominierung in das lokale Team, ein Jahr später in die Nationalmannschaft Vietnams. 2011 war er im Finale der Südostasienspiele siegreich gegen seinen Landsmann Dương Anh Vũ. 2013 gewann er dann die Silbermedaille bei den Asian Indoor & Martial Arts Games im südkoreanischen New Songdo City. Er verlor dort nur knapp mit 39:40 gegen den Japaner Ryūji Umeda. Ein Jahr später folgte die erste Medaille beim Weltcup (Bronze) und 2017 Silber und die Goldmedaille bei den Asienmeisterschaften. Das war auch das Jahr, in dem er auf die Weltranglistenposition 13 aufstieg. Im Oktober 2018 konnte er erstmals eine Medaille (Bronze) bei einer Dreiband-Weltmeisterschaft gewinnen. Im Halbfinale unterlag er in Kairo dem Franzosen Jérémy Bury mit 20:40 in 19 Aufnahmen.

## Erfolge
- Dreiband-Weltmeisterschaft:  2018
- Dreiband-Weltcup:  2017/4  2014/4, 2016/3, 2018/2
- Asienmeisterschaft:  2017
- Südostasienspiele:  2011
- Asian Indoor & Martial Arts Games:  2017  2013

Quellen: 